# NGC 5041
NGC 5041 (również PGC 46046 lub UGC 8319) – galaktyka spiralna (Sc), znajdująca się w gwiazdozbiorze Warkocza Bereniki. Odkrył ją Heinrich Louis d’Arrest 19 kwietnia 1865 roku. Jest to galaktyka z aktywnym jądrem typu LINER.